# Just 4 Fun
Just 4 Fun was een Noorse band uit begin jaren 90, ze werden al snel zeer bekend en hun concerten waren een groot succes.
De leden waren Marianne Antonsen, Jan Groth, Eiríkur Hauksson en Hanne Krogh. Krogh had in 1985 het songfestival gewonnen in de groep Bobbysocks, in 1971 was ze nog voorlaatste. Hauksson werd in 1986 16de met de groep ICY voor IJsland. Hauksson nam in 2007 opnieuw deel aan de preselectie Söngvakeppnin en won met het lied Ég les í lófa þínum zodat hij voor de 3de maal deelneemt aan het songfestival. Het lied is ook vertaald naar het Engels, daar heet het Valentine Lost.
Just 4 Fun werd als enige Noorse kandidaat ooit aangeduid om het land te vertegenwoordigen op het Eurovisiesongfestival 1991 in Rome. Elk jaar wordt de kandidaat via de Melodi Grand Prix aangeduid, maar dit jaar had de Noorse omroep vertrouwen in Just 4 Fun en het lied Mrs Thompson. Het vertrouwen was echter ongegrond want de groep eindigde 17de op 22 deelnemers.
1960: Nora Brockstedt · 
1961: Nora Brockstedt · 
1962: Inger Jacobsen · 
1963: Anita Thallaug · 
1964: Arne Bendiksen · 
1965: Kirsti Sparboe · 
1966: Åse Kleveland · 
1967: Kirsti Sparboe · 
1968: Odd Børre · 
1969: Kirsti Sparboe · 
1971: Hanne Krogh · 
1972: Grethe Kausland & Benny Borg · 
1973: Bendik Singers · 
1974: Anne-Karine Strøm & Bendik Singers · 
1975: Ellen Nikolaysen · 
1976: Anne-Karine Strøm · 
1977: Anita Skorgan · 
1978: Jahn Teigen · 
1979: Anita Skorgan · 
1980: Sverre Kjelsberg & Mattis Hætta · 
1981: Finn Kalvik · 
1982: Jahn Teigen & Anita Skorgan · 
1983: Jahn Teigen · 
1984: Dollie de Luxe · 
1985: Bobbysocks · 
1986: Ketil Stokkan · 
1987: Kate Gulbrandsen · 
1988: Karoline Krüger · 
1989: Britt Synnøve Johansen · 
1990: Ketil Stokkan · 
1991: Just 4 Fun · 
1992: Merethe Trøan · 
1993: Silje Vige · 
1994: Elisabeth Andreassen & Jan Werner Danielsen · 
1995: Secret Garden · 
1996: Elisabeth Andreassen · 
1997: Tor Endresen · 
1998: Lars Fredriksen · 
1999: Stig Van Eijk · 
2000: Charmed · 
2001: Haldor Lægreid · 
2003: Jostein Hasselgård · 
2004: Knut Anders Sørum · 
2005: Wig Wam · 
2006: Christine Guldbrandsen · 
2007: Guri Schanke · 
2008: Maria Haukaas Storeng · 
2009: Alexander Rybak · 
2010: Didrik Solli-Tangen · 
2011: Stella Mwangi · 
2012: Tooji · 
2013: Margaret Berger · 
2014: Carl Espen · 
2015: Mørland & Debrah Scarlett · 
2016: Agnete · 
2017: JOWST feat. Aleksander Walmann · 
2018: Alexander Rybak · 
2019: KEiiNO · 
2021: Tix · 
2022: Subwoolfer · 
2023: Alessandra · 
2024: Gåte ·
2025: Kyle Alessandro